# Saison 2020-2021 de l'En avant Guingamp
Maillots
Chronologie
Saison précédente Saison suivante
La saison 2020-2021 de l'En avant Guingamp, club de football français, voit le club évoluer en Ligue 2 pour la trentième fois de son histoire, après que la saison 2019-2020 se soit achevée prématurément le 13 mars 2020 avec la suspension puis l'annulation de la fin de la saison par la Ligue de Football Professionnel en raison de la pandémie de Covid-19.
Le club évolue donc sa deuxième saison consécutive en Ligue 2 depuis sa relégation à l'issue de la saison 2018-2019.
L'En Avant Guingamp attaque cette saison parmi les favoris pour la montée en Ligue 1. L'équipe est dirigée par Sylvain Didot jusqu'à la deuxième journée de championnat incluse, après laquelle il est remplacé par Mécha Baždarević en raison des résultats jugés insuffisants (1 défaite et 1 match nul) par le directeur technique Xavier Gravelaine. Quelques jours plus tard, le président Bertrand Desplat démissionne sous la pression du conseil d'administration pour sa gestion du début de saison. Son ancien adjoint, Frédéric Legrand, le remplace. Le 1er février, l'entraîneur bosniaque est démis de ses fonctions, juste avant le déplacement à Grenoble pour la 23e journée, et remplacé par son adjoint, Frédéric Bompard, dont le poste est confirmé à la fin du mois à la suite de prestations jugées encourageantes.

## Effectif

### Transferts

#### Mercato estival
| Nom                  | Nationalité        | Poste             | Transfert       | Provenance/Destination      | Division      |
| -------------------- | ------------------ | ----------------- | --------------- | --------------------------- | ------------- |
| Arrivées             |                    |                   |                 |                             |               |
| Enzo Basilio         | France             | Gardien           | Transfert       | US Concarneau               | National      |
| Mécha Baždarević     | Bosnie-Herzégovine | Entraîneur        | Signature libre | Paris FC                    | Ligue 2       |
| Yohan Bilingi        | France             | Défenseur         | Retour de prêt  | FC Bastia-Borgo             | National      |
| Mehdi Boudjemaa      | France             | Milieu de terrain | Retour de prêt  | US Quevilly-Rouen Métropole | National      |
| Guessouma Fofana     | France             | Milieu de terrain | Retour de prêt  | Le Mans FC                  | Ligue 2       |
| Nicolai Larsen       | Danemark           | Gardien           | Transfert       | FC Nordsjælland             | Superliga     |
| Jérémy Livolant      | France             | Milieu de terrain | Retour de prêt  | FC Sochaux-Montbéliard      | Ligue 2       |
| Logan Ndenbe         | Belgique           | Milieu de terrain | Transfert libre | KV Ostende                  | Division 1A   |
| Paul-Georges Ntep    | Cameroun           | Attaquant         | Transfert libre | VfL Wolfsburg               | Bundesliga    |
| Pedro Rebocho        | Portugal           | Défenseur         | Retour de prêt  | Beşiktaş JK                 | Süper Lig     |
| Gaëtan Robail        | France             | Attaquant         | Prêt            | RC Lens                     | Ligue 1       |
| Alaixys Romao        | Togo               | Milieu            | Transfert libre | Stade de Reims              | Ligue 1       |
| Philipe Sampaio      | Brésil             | Défenseur         | Transfert       | CD Tondela                  | Primeira Liga |
| Départs              |                    |                   |                 |                             |               |
| Yohan Bilingi        | France             | Défenseur         | Prêt            | US Concarneau               | National      |
| Mehdi Boudjemaa      | France             | Milieu de terrain | Prêt            | Stade lavallois MFC         | National      |
| Gaëtan Bussmann      | France             | Défenseur         | Fin de contrat, | FC Erzgebirge Aue           | 2. Bundesliga |
| Marc-Aurèle Caillard | France             | Gardien           | Fin de contrat  | FC Metz                     | Ligue 1       |
| Sylvain Didot        | France             | Entraîneur        | Remplacement    |                             |               |
| Théo Guivarch        | France             | Gardien           | Transfert       | Rodez AF                    | Ligue 2       |
| Christophe Kerbrat   | France             | Défenseur         | Fin de contrat, | Stade briochin              | National      |
| Mehdi Merghem        | France             | Milieu            | Prêt            | AS Nancy-Lorraine           | Ligue 2       |

#### Mercato hivernal
| Nom              | Nationalité                      | Poste             | Transfert    | Provenance/Destination | Division           |
| ---------------- | -------------------------------- | ----------------- | ------------ | ---------------------- | ------------------ |
| Arrivées         |                                  |                   |              |                        |                    |
| Frédéric Bompard | France                           | Entraîneur        | Promotion    | EA Guingamp (adjoint)  | Ligue 2            |
| Départs          |                                  |                   |              |                        |                    |
| Mécha Baždarević | Bosnie-Herzégovine               | Entraîneur        | Remerciement |                        |                    |
| Louis Carnot     | France                           | Milieu de terrain | Prêt         | US Concarneau          | National           |
| Yeni Ngbakoto    | République démocratique du Congo | Milieu de terrain | Transfert    | Panathinaïkós AO       | Superleague Elláda |
| Pedro Rebocho    | Portugal                         | Défenseur         | Prêt         | FC Paços de Ferreira   | Primeira Liga      |
| Gaëtan Robail    | France                           | Attaquant         | Fin du prêt  | Valenciennes FC        | Ligue 2            |
| Ervin Taha       | France                           | Attaquant         | Prêt         | Stade lavallois MFC    | National           |

### Effectif professionnel
Le tableau ci-dessous recense l'effectif professionnel actuel de l'En avant Guingamp pour la saison 2020-2021.

## Saison

### Matchs amicaux

#### Pré-saison
L'épidémie de Covid-19 touchant la France affecte aussi la préparation de l'EAG. Le 21 juillet, c'est un membre du stade de l'US Avranches qui est testé positif et qui pousse les responsables à annuler le match amical prévu le lendemain à Guingamp. Les Rouge et Noir sont eux-mêmes touchés la semaine suivante, alors que cinq cas positifs ont été décelés dans le groupe professionnel à la suite du stage de Pléneuf-Val-André. Les trois matchs amicaux prévus, le 1er août face à Niort, le 5 face au Mans et le 8 face au Havre sont tous annulés et les joueurs se voient imposer une quatorzaine d'isolement jusqu'au 6 août.

### Championnat

#### Rencontres aller

##### Journées 1 à 5
| Entraîneur :  |
| Sylvain Didot |

| Entraîneur :      |
| Sébastien Desabre |

| Entraîneur :  |
| Sylvain Didot |

| Entraîneur :      |
| Sébastien Desabre |

| Entraîneur :      |
| Jean-Louis Garcia |

| Entraîneur :  |
| Sylvain Didot |

| Entraîneur :      |
| Jean-Louis Garcia |

| Entraîneur :  |
| Sylvain Didot |

| Entraîneur :     |
| Mécha Baždarević |

| Entraîneur : |
| Paul Le Guen |

| Entraîneur :     |
| Mécha Baždarević |

| Entraîneur : |
| Paul Le Guen |

| Entraîneur :  |
| Didier Tholot |

| Entraîneur :     |
| Mécha Baždarević |

| Entraîneur :  |
| Didier Tholot |

| Entraîneur :     |
| Mécha Baždarević |

| Entraîneur :     |
| Mécha Baždarević |

| Entraîneur :          |
| Philippe Hinschberger |

| Entraîneur :     |
| Mécha Baždarević |

| Entraîneur :          |
| Philippe Hinschberger |

##### Journées 6 à 10
| Entraîneur :    |
| Fabien Mercadal |

| Entraîneur :     |
| Mécha Baždarević |

| Entraîneur :    |
| Fabien Mercadal |

| Entraîneur :     |
| Mécha Baždarević |

| Entraîneur :     |
| Mécha Baždarević |

| Entraîneur :     |
| Jean-Marc Furlan |

| Entraîneur :     |
| Mécha Baždarević |

| Entraîneur :     |
| Jean-Marc Furlan |

| Entraîneur :  |
| Pascal Dupraz |

| Entraîneur :     |
| Mécha Baždarević |

| Entraîneur :  |
| Pascal Dupraz |

| Entraîneur :     |
| Mécha Baždarević |

| Entraîneur :     |
| Mécha Baždarević |

| Entraîneur : |
| Omar Daf     |

| Entraîneur :     |
| Mécha Baždarević |

| Entraîneur : |
| Omar Daf     |

| Entraîneur :   |
| Pascal Gastien |

| Entraîneur :     |
| Mécha Baždarević |

| Entraîneur :   |
| Pascal Gastien |

| Entraîneur :     |
| Mécha Baždarević |

##### Journées 11 à 15
| Entraîneur :     |
| Mécha Baždarević |

| Entraîneur :      |
| Olivier Pantaloni |

| Entraîneur :     |
| Mécha Baždarević |

| Entraîneur :      |
| Olivier Pantaloni |

| Entraîneur :      |
| Laurent Peyrelade |

| Entraîneur :     |
| Mécha Baždarević |

| Entraîneur :      |
| Laurent Peyrelade |

| Entraîneur :     |
| Mécha Baždarević |

| Entraîneur :     |
| Mécha Baždarević |

| Entraîneur :    |
| Laurent Batlles |

| Entraîneur :     |
| Mécha Baždarević |

| Entraîneur :    |
| Laurent Batlles |

| Entraîneur :    |
| Patrice Garande |

| Entraîneur :     |
| Mécha Baždarević |

| Entraîneur :    |
| Patrice Garande |

| Entraîneur :     |
| Mécha Baždarević |

| Entraîneur :     |
| Mécha Baždarević |

| Entraîneur :   |
| Olivier Guégan |

| Entraîneur :     |
| Mécha Baždarević |

| Entraîneur :   |
| Olivier Guégan |

##### Journées 16 à 19
| Entraîneur : |
| Bruno Luzi   |

| Entraîneur :     |
| Mécha Baždarević |

| Entraîneur : |
| Bruno Luzi   |

| Entraîneur :     |
| Mécha Baždarević |

| Entraîneur : |
| René Girard  |

| Entraîneur :     |
| Mécha Baždarević |

| Entraîneur : |
| René Girard  |

| Entraîneur :     |
| Mécha Baždarević |

| Entraîneur :     |
| Mécha Baždarević |

| Entraîneur :   |
| Oswald Tanchot |

| Entraîneur :     |
| Mécha Baždarević |

| Entraîneur :   |
| Oswald Tanchot |

| Entraîneur : |
| Benoît Cauet |

| Entraîneur :     |
| Mécha Baždarević |

| Entraîneur : |
| Benoît Cauet |

| Entraîneur :     |
| Mécha Baždarević |

#### Rencontres retour

##### Journées 20 à 25
| Entraîneur :     |
| Mécha Baždarević |

| Entraîneur :      |
| Jean-Louis Garcia |

| Entraîneur :     |
| Mécha Baždarević |

| Entraîneur :      |
| Jean-Louis Garcia |

| Entraîneur : |
| Paul Le Guen |

| Entraîneur :     |
| Mécha Baždarević |

| Entraîneur : |
| Paul Le Guen |

| Entraîneur :     |
| Mécha Baždarević |

| Entraîneur :     |
| Mécha Baždarević |

| Entraîneur :  |
| Didier Tholot |

| Entraîneur :     |
| Mécha Baždarević |

| Entraîneur :  |
| Didier Tholot |

| Entraîneur :          |
| Philippe Hinschberger |

| Entraîneur :     |
| Frédéric Bompard |

| Entraîneur :          |
| Philippe Hinschberger |

| Entraîneur :     |
| Frédéric Bompard |

| Entraîneur :     |
| Frédéric Bompard |

| Entraîneur :    |
| Fabien Mercadal |

| Entraîneur :     |
| Frédéric Bompard |

| Entraîneur :    |
| Fabien Mercadal |

| Entraîneur :     |
| Jean-Marc Furlan |

| Entraîneur :     |
| Frédéric Bompard |

| Entraîneur :     |
| Jean-Marc Furlan |

| Entraîneur :     |
| Frédéric Bompard |

##### Journées 26 à 30
| Entraîneur :     |
| Frédéric Bompard |

| Entraîneur :  |
| Pascal Dupraz |

| Entraîneur :     |
| Frédéric Bompard |

| Entraîneur :  |
| Pascal Dupraz |

| Entraîneur : |
| Omar Daf     |

| Entraîneur :     |
| Frédéric Bompard |

| Entraîneur : |
| Omar Daf     |

| Entraîneur :     |
| Frédéric Bompard |

| Entraîneur :     |
| Frédéric Bompard |

| Entraîneur :   |
| Pascal Gastien |

| Entraîneur :     |
| Frédéric Bompard |

| Entraîneur :   |
| Pascal Gastien |

| Entraîneur :      |
| Olivier Pantaloni |

| Entraîneur :     |
| Frédéric Bompard |

| Entraîneur :      |
| Olivier Pantaloni |

| Entraîneur :     |
| Frédéric Bompard |

| Entraîneur :     |
| Frédéric Bompard |

| Entraîneur :      |
| Laurent Peyrelade |

| Entraîneur :     |
| Frédéric Bompard |

| Entraîneur :      |
| Laurent Peyrelade |

##### Journées 31 à 35
| Entraîneur :    |
| Laurent Batlles |

| Entraîneur :     |
| Frédéric Bompard |

| Entraîneur :    |
| Laurent Batlles |

| Entraîneur :     |
| Frédéric Bompard |

| Entraîneur :     |
| Frédéric Bompard |

| Entraîneur :    |
| Patrice Garande |

| Entraîneur :     |
| Frédéric Bompard |

| Entraîneur :    |
| Patrice Garande |

| Entraîneur :   |
| Olivier Guégan |

| Entraîneur :     |
| Frédéric Bompard |

| Entraîneur :   |
| Olivier Guégan |

| Entraîneur :     |
| Frédéric Bompard |

| Entraîneur :     |
| Frédéric Bompard |

| Entraîneur : |
| Bruno Luzi   |

| Entraîneur :     |
| Frédéric Bompard |

| Entraîneur : |
| Bruno Luzi   |

| Entraîneur :     |
| Frédéric Bompard |

| Entraîneur : |
| René Girard  |

| Entraîneur :     |
| Frédéric Bompard |

| Entraîneur : |
| René Girard  |

##### Journées 36 à 38
| Entraîneur :   |
| Oswald Tanchot |

| Entraîneur :     |
| Frédéric Bompard |

| Entraîneur :   |
| Oswald Tanchot |

| Entraîneur :     |
| Frédéric Bompard |

| Entraîneur :     |
| Frédéric Bompard |

| Entraîneur : |
| Marco Simone |

| Entraîneur :     |
| Frédéric Bompard |

| Entraîneur : |
| Marco Simone |

| Entraîneur :      |
| Sébastien Desabre |

| Entraîneur :     |
| Frédéric Bompard |

| Entraîneur :      |
| Sébastien Desabre |

| Entraîneur :     |
| Frédéric Bompard |

#### Classement
| Rang | Équipe                 | Pts | J  | G  | N  | P  | Bp | Bc | Diff |
| ---- | ---------------------- | --- | -- | -- | -- | -- | -- | -- | ---- |
| 7    | FC Sochaux-Montbéliard | 51  | 38 | 12 | 15 | 11 | 45 | 37 | +8   |
| 8    | AS Nancy Lorraine      | 47  | 38 | 11 | 14 | 13 | 53 | 53 | 0    |
| 9    | EA Guingamp            | 47  | 38 | 10 | 17 | 11 | 41 | 43 | −2   |
| 10   | Amiens SC R            | 47  | 38 | 11 | 14 | 13 | 34 | 40 | −6   |
| 11   | Valenciennes FC        | 47  | 38 | 12 | 11 | 15 | 50 | 59 | −9   |

Évolution du classement en fonction des résultats
| Journée     | 1  | 2  | 3  | 4  | 5  | 6  | 7  | 8  | 9  | 10 | 11 | 12 | 13  | 14  | 15  | 16  | 17  | 18  | 19  | 20  | 21  | 22  | 23  | 24  | 25  | 26  | 27  | 28  | 29  | 30  | 31  | 32  | 33  | 34  | 35  | 36  | 37  | 38  | Journées promouvable | Journées relégable |
| ----------- | -- | -- | -- | -- | -- | -- | -- | -- | -- | -- | -- | -- | --- | --- | --- | --- | --- | --- | --- | --- | --- | --- | --- | --- | --- | --- | --- | --- | --- | --- | --- | --- | --- | --- | --- | --- | --- | --- | -------------------- | ------------------ |
| Rang        | 13 | 15 | 17 | 16 | 11 | 14 | 9  | 13 | 14 | 13 | 13 | 13 | 14  | 14  | 14  | 15  | 15  | 16  | 15  | 14  | 15  | 17  | 18  | 17  | 17  | 17  | 17  | 18  | 17  | 18  | 18  | 18  | 18  | 16  | 16  | 13  | 12  | 9   | 0                    | 6                  |
| Résultat    | D  | N  | D  | V  | V  | D  | V  | D  | N  | N  | N  | N  | D   | N   | N   | D   | D   | N   | V   | N   | N   | D   | D   | N   | N   | N   | N   | D   | V   | N   | D   | N   | V   | V   | N   | V   | V   | V   | —                    | —                  |
| Écart (pts) | -3 | -5 | -8 | -6 | -3 | -5 | -4 | -4 | -6 | -6 | -7 | -8 | -11 | -12 | -14 | -15 | -16 | -18 | -16 | -18 | -20 | -23 | -23 | -23 | -25 | -24 | -26 | -29 | -26 | -25 | -28 | -28 | -28 | -26 | -28 | -28 | -28 | -30 | —                    | —                  |
| Écart (pts) | 0  | 0  | 0  | +2 | +3 | +2 | +5 | +3 | +4 | +3 | +3 | +3 | +3  | +3  | +4  | +3  | +2  | +2  | +4  | +2  | +2  | +1  | 0   | 0   | +1  | +2  | +2  | -1  | +1  | -1  | -1  | -3  | -1  | +1  | +2  | +3  | +6  | +6  | —                    | —                  |

### Coupe de France
| Huitième tour       | En Avant Guingamp | 1 - 3   | Stade Malherbe Caen CBN (L2) |                              |                              |
| 20 janvier 2021 21h | M'Changama 90+3e | (0 - 1) | 45+1e Deminguet (Pi ) · 47e Gioacchini (Jeannot ) · 75e Mendy | Stade de Roudourou, Guingamp | Stade de Roudourou, Guingamp |
| 20 janvier 2021 21h | Sampaio 37e | Rapport | 64e Jeannot · | Stade de Roudourou, Guingamp | Stade de Roudourou, Guingamp |
| 20 janvier 2021 21h | Larsen – Palun ( 79e Mellot), Sampaio, Ndenbe, Sorbon – E. Ba ( 57e Rodelin), Roux ( 73e G. Fofana), M'Changama – Pelé ( 57e Ngbakoto), Livolant, Phaëton ( 57e Y. Gomis) | Équipes | Riou – Vandermersch, Rivierez, Weber, Armougom – Lepenant, Deminguet ( 63e Beka Beka), Pi ( 63e Traoré) – Gioacchini ( 79e Kyemereh), Jeannot ( 70e Nsona), Mendy ( 79e Bammou) | Stade de Roudourou, Guingamp | Stade de Roudourou, Guingamp |

### Statistiques

#### Bilan de l'équipe
| Compétition     | Débute        | Termine       | Matches joués | Gagnés | Nuls | Perdus | Buts pour | Buts contre | Différence |
| --------------- | ------------- | ------------- | ------------- | ------ | ---- | ------ | --------- | ----------- | ---------- |
| Ligue 2         | -             | Neuvième      | 38            | 10     | 17   | 11     | 41        | 43          | -2         |
| Coupe de France | Huitième tour | Huitième tour | 1             | 0      | 0    | 1      | 1         | 3           | -2         |
| Total           | Total         | Total         | 39            | 10     | 17   | 12     | 42        | 46          | -4         |

#### Résumé des matchs officiels de la saison
| Compétition | J./Tour | Date              | Domicile               | Rés. | Extérieur              | Cl. | Buteur(s) pour l'EA Guingamp                 |
| ----------- | ------- | ----------------- | ---------------------- | ---- | ---------------------- | --- | -------------------------------------------- |
| Ligue 2     | 1       | 22 août 2020      | EA Guingamp            | 0-1  | Chamois Niortais FC    | 13e | -                                            |
| Ligue 2     | 2       | 29 août 2020      | AS Nancy Lorraine      | 2-2  | EA Guingamp            | 15e | Gomis (56e), Phaëton (90e+2)                 |
| Ligue 2     | 3       | 12 septembre 2020 | EA Guingamp            | 1-3  | Le Havre AC            | 17e | Phaëton (73e)                                |
| Ligue 2     | 4       | 19 septembre 2020 | Pau FC                 | 0-1  | EA Guingamp            | 16e | Gomis (55e)                                  |
| Ligue 2     | 5       | 26 septembre 2020 | EA Guingamp            | 1-0  | Grenoble Foot 38       | 11e | Ngbakoto (23e)                               |
| Ligue 2     | 6       | 3 octobre 2020    | USL Dunkerque          | 1-0  | EA Guingamp            | 14e | -                                            |
| Ligue 2     | 7       | 19 octobre 2020   | EA Guingamp            | 2-0  | AJ Auxerre             | 9e  | Pelé (59e), Livolant (81e)                   |
| Ligue 2     | 8       | 24 octobre 2020   | SM Caen CBM            | 1-0  | EA Guingamp            | 13e | -                                            |
| Ligue 2     | 9       | 31 octobre 2020   | EA Guingamp            | 0-0  | FC Sochaux-Montbéliard | 14e | -                                            |
| Ligue 2     | 10      | 7 novembre 2020   | Clermont Foot 63       | 0-0  | EA Guingamp            | 13e | -                                            |
| Ligue 2     | 11      | 23 novembre 2020  | EA Guingamp            | 2-2  | AC Ajaccio             | 13e | Gomis (49e), Palun (90e+2)                   |
| Ligue 2     | 12      | 28 novembre 2020  | Rodez AF               | 1-1  | EA Guingamp            | 13e | Rodelin (52e)                                |
| Ligue 2     | 13      | 1er décembre 2020 | EA Guingamp            | 1-2  | ES Troyes AC           | 14e | Rodelin (53e)                                |
| Ligue 2     | 14      | 5 décembre 2020   | Toulouse FC            | 2-2  | EA Guingamp            | 14e | Gomis (56e sp), Ngbakoto (81e)               |
| Ligue 2     | 15      | 12 décembre 2020  | EA Guingamp            | 1-1  | Valenciennes FC        | 14e | Ngbakoto (65e)                               |
| Ligue 2     | 16      | 19 décembre 2020  | FC Chambly             | 3-0  | EA Guingamp            | 15e | -                                            |
| Ligue 2     | 17      | 22 décembre 2020  | Paris FC               | 3-2  | EA Guingamp            | 15e | Phaëton (66e), Ngbakoto (82e)                |
| Ligue 2     | 18      | 5 janvier 2021    | EA Guingamp            | 2-2  | Amiens SC              | 16e | Blin (6e csc), Pierrot (37e)                 |
| Ligue 2     | 19      | 8 janvier 2021    | LB Châteauroux         | 2-3  | EA Guingamp            | 15e | Rodelin (59e), Pierrot (67e), Ngbakoto (74e) |
| Ligue 2     | 20      | 16 janvier 2021   | EA Guingamp            | 0-0  | AS Nancy Lorraine      | 14e | -                                            |
| C. France   | T8      | 20 janvier 2021   | EA Guingamp            | 1-3  | SM Caen CBM            | -   | M'Changama (90e+3)                           |
| Ligue 2     | 21      | 23 janvier 2021   | Le Havre AC            | 1-1  | EA Guingamp            | 15e | Rodelin (90e)                                |
| Ligue 2     | 22      | 30 janvier 2021   | EA Guingamp            | 2-3  | Pau FC                 | 17e | Gomis (55e), Roux (59e)                      |
| Ligue 2     | 23      | 2 février 2021    | Grenoble Foot 38       | 2-1  | EA Guingamp            | 18e | Gomis (43e)                                  |
| Ligue 2     | 24      | 5 février 2021    | EA Guingamp            | 0-0  | USL Dunkerque          | 17e | -                                            |
| Ligue 2     | 25      | 15 février 2021   | AJ Auxerre             | 1-1  | EA Guingamp            | 17e | Gomis (18e)                                  |
| Ligue 2     | 26      | 22 février 2021   | EA Guingamp            | 2-2  | SM Caen CBM            | 17e | Pierrot (66e), Niakaté (71e)                 |
| Ligue 2     | 27      | 27 février 2021   | FC Sochaux-Montbéliard | 0-0  | EA Guingamp            | 17e | -                                            |
| Ligue 2     | 28      | 2 mars 2021       | EA Guingamp            | 0-5  | Clermont Foot 63       | 18e | -                                            |
| Ligue 2     | 29      | 13 mars 2021      | AC Ajaccio             | 0-2  | EA Guingamp            | 17e | Fofana (22e), Pierrot (78e)                  |
| Ligue 2     | 30      | 20 mars 2021      | EA Guingamp            | 1-1  | Rodez AF               | 18e | Fofana (57e)                                 |
| Ligue 2     | 31      | 3 avril 2021      | ES Troyes AC           | 1-0  | EA Guingamp            | 18e | -                                            |
| Ligue 2     | 32      | 12 avril 2021     | EA Guingamp            | 1-1  | Toulouse FC            | 18e | Livolant (27e)                               |
| Ligue 2     | 33      | 17 avril 2021     | Valenciennes FC        | 0-1  | EA Guingamp            | 18e | Rodelin (48e)                                |
| Ligue 2     | 34      | 20 avril 2021     | EA Guingamp            | 1-0  | FC Chambly             | 16e | Rodelin (90e+2)                              |
| Ligue 2     | 35      | 24 avril 2021     | EA Guingamp            | 0-0  | Paris FC               | 16e | -                                            |
| Ligue 2     | 36      | 1er mai 2021      | Amiens SC              | 0-3  | EA Guingamp            | 13e | M'Changama (7e, 32e), Pierrot (61e)          |
| Ligue 2     | 37      | 8 mai 2021        | EA Guingamp            | 2-0  | LB Châteauroux         | 12e | Fofana (16e), Pierrot [52e)                  |
| Ligue 2     | 38      | 15 mai 2021       | Chamois Niortais FC    | 0-2  | EA Guingamp            | 9e  | Gomis (39e sp), Muyumba (90e+2)              |

Légende : csc = but marqué contre son camp ; sp = but marqué sur penalty ;

** Match en retard
- Victoire
- Match nul
- Défaite

#### Statistiques individuelles
| N° | Nat | Nom        | Championnat | Championnat | Championnat | Championnat    | Championnat | Championnat  | Coupe de France | Coupe de France | Coupe de France | Coupe de France | Coupe de France | Coupe de France | Total   | Total | Total       | Total          | Total  | Total        |
| N° | Nat | Nom        | MJ          | Mns         | But inscrit | Passe décisive | Averti      | Carton rouge | MJ              | Mns             | But inscrit     | Passe décisive  | Averti          | Carton rouge    | MJ      | Mns   | But inscrit | Passe décisive | Averti | Carton rouge |
| -- | --- | ---------- | ----------- | ----------- | ----------- | -------------- | ----------- | ------------ | --------------- | --------------- | --------------- | --------------- | --------------- | --------------- | ------- | ----- | ----------- | -------------- | ------ | ------------ |
| 1  |     | Larsen     | 6 (6)       | 540         | 0           | 0              | 1           | 0            | 1 (1)           | 90              | 0               | 0               | 0               | 0               | 7 (7)   | 630   | 0           | 0              | 1      | 0            |
| 2  |     | Roux       | 19 (13)     | 1187        | 1           | 0              | 3           | 0            | 1 (1)           | 72              | 0               | 0               | 0               | 0               | 20 (14) | 1259  | 1           | 0              | 3      | 0            |
| 3  |     | Poaty      | 10 (8)      | 668         | 0           | 1              | 0           | 0            | 0 (0)           | 0               | 0               | 0               | 0               | 0               | 10 (8)  | 698   | 0           | 1              | 0      | 0            |
| 4  |     | Sampaio    | 26 (25)     | 2189        | 0           | 0              | 3           | 0            | 1 (1)           | 90              | 0               | 0               | 1               | 0               | 27 (26) | 2279  | 0           | 0              | 4      | 0            |
| 5  |     | Palun      | 17 (12)     | 1162        | 1           | 0              | 2           | 0            | 1 (1)           | 78              | 0               | 0               | 0               | 0               | 18 (13) | 1220  | 1           | 0              | 2      | 0            |
| 6  |     | Phiri      | 7 (6)       | 601         | 0           | 1              | 3           | 0            | 0 (0)           | 0               | 0               | 0               | 0               | 0               | 7 (6)   | 601   | 0           | 1              | 3      | 0            |
| 7  |     | Ba         | 15 (9)      | 686         | 0           | 0              | 1           | 0            | 1 (1)           | 56              | 0               | 0               | 0               | 0               | 16 (10) | 742   | 0           | 0              | 1      | 0            |
| 8  |     | Rebocho    | 16 (16)     | 1413        | 0           | 2              | 1           | 0            | 0 (0)           | 0               | 0               | 0               | 0               | 0               | 16 (16) | 1413  | 0           | 2              | 1      | 0            |
| 9  |     | Pierrot    | 23 (13)     | 1271        | 6           | 1              | 4           | 0            | 0 (0)           | 0               | 0               | 0               | 0               | 0               | 23 (13) | 1271  | 6           | 1              | 4      | 0            |
| 10 |     | M'Changama | 36 (33)     | 3039        | 2           | 4              | 3           | 0            | 1 (1)           | 90              | 1               | 0               | 0               | 0               | 37 (34) | 3129  | 3           | 4              | 3      | 0            |
| 11 |     | Carnot     | 4 (2)       | 172         | 0           | 0              | 0           | 0            | 0 (0)           | 0               | 0               | 0               | 0               | 0               | 4 (2)   | 172   | 0           | 0              | 0      | 0            |
| 12 |     | Ngbakoto   | 21 (11)     | 938         | 5           | 1              | 0           | 0            | 1 (0)           | 34              | 0               | 0               | 0               | 0               | 22 (11) | 972   | 5           | 1              | 0      | 0            |
| 13 |     | Gomis      | 37 (34)     | 2775        | 8           | 5              | 0           | 0            | 1 (0)           | 34              | 0               | 0               | 0               | 0               | 38 (34) | 2809  | 8           | 5              | 0      | 0            |
| 15 |     | Sorbon     | 19 (15)     | 1396        | 0           | 0              | 3           | 0            | 1 (1)           | 90              | 0               | 0               | 0               | 0               | 20 (16) | 1486  | 0           | 0              | 3      | 0            |
| 16 |     | Basilio    | 32 (32)     | 2880        | 0           | 0              | 0           | 0            | 0 (0)           | 0               | 0               | 0               | 0               | 0               | 32 (32) | 2880  | 0           | 0              | 0      | 0            |
| 18 |     | Ntep       | 14 (3)      | 450         | 0           | 1              | 1           | 0            | 0 (0)           | 0               | 0               | 0               | 0               | 0               | 14 (3)  | 450   | 0           | 1              | 1      | 0            |
| 19 |     | Fofana     | 23 (13)     | 1137        | 3           | 0              | 4           | 0            | 1 (0)           | 18              | 0               | 0               | 0               | 0               | 24 (13) | 1155  | 3           | 0              | 4      | 0            |
| 20 |     | Eboa Eboa  | 2 (2)       | 166         | 0           | 0              | 1           | 0            | 0 (0)           | 0               | 0               | 0               | 0               | 0               | 2 (2)   | 166   | 0           | 0              | 1      | 0            |
| 21 |     | Ndenbe     | 15 (10)     | 938         | 0           | 0              | 0           | 0            | 1 (1)           | 90              | 0               | 0               | 0               | 0               | 16 (11) | 1028  | 0           | 0              | 0      | 0            |
| 22 |     | Pelé       | 23 (9)      | 818         | 1           | 1              | 0           | 1            | 1 (1)           | 56              | 0               | 0               | 0               | 0               | 24 (10) | 874   | 1           | 1              | 0      | 1            |
| 23 |     | Rodelin    | 34 (26)     | 2238        | 6           | 4              | 2           | 0            | 1 (0)           | 34              | 0               | 0               | 0               | 0               | 35 (26) | 2272  | 6           | 4              | 2      | 0            |
| 24 |     | Valdivia   | 3 (3)       | 185         | 0           | 0              | 3           | 0            | 0 (0)           | 0               | 0               | 0               | 0               | 0               | 3 (3)   | 185   | 0           | 0              | 3      | 0            |
| 25 |     | Phaëton    | 27 (5)      | 794         | 3           | 0              | 0           | 0            | 1 (1)           | 56              | 0               | 0               | 0               | 0               | 28 (6)  | 850   | 3           | 0              | 0      | 0            |
| 26 |     | Romao      | 35 (31)     | 2794        | 0           | 1              | 6           | 0            | 0 (0)           | 0               | 0               | 0               | 0               | 0               | 35 (31) | 2794  | 0           | 1              | 6      | 0            |
| 27 |     | Niakaté    | 31 (29)     | 2556        | 1           | 1              | 14          | 0            | 0 (0)           | 0               | 0               | 0               | 0               | 0               | 31 (29) | 2556  | 1           | 1              | 14     | 0            |
| 28 |     | Mellot     | 28 (26)     | 2332        | 0           | 2              | 6           | 0            | 1 (0)           | 12              | 0               | 0               | 0               | 0               | 29 (26) | 2344  | 0           | 2              | 6      | 0            |
| 29 |     | Livolant   | 35 (20)     | 1708        | 2           | 2              | 3           | 0            | 1 (1)           | 90              | 0               | 0               | 0               | 0               | 36 (21) | 1798  | 2           | 2              | 3      | 0            |
| 31 |     | Robail     | 9 (6)       | 471         | 0           | 1              | 0           | 0            | 0 (0)           | 0               | 0               | 0               | 0               | 0               | 9 (6)   | 471   | 0           | 1              | 0      | 0            |
| 32 |     | Muyumba    | 4 (0)       | 73          | 1           | 0              | 1           | 0            | 0 (0)           | 0               | 0               | 0               | 0               | 0               | 4 (0)   | 73    | 1           | 0              | 1      | 0            |
| 33 |     | Didot      | 2 (0)       | 19          | 0           | 0              | 0           | 0            | 0 (0)           | 0               | 0               | 0               | 0               | 0               | 2 (0)   | 19    | 0           | 0              | 0      | 0            |

#### Statistiques des buteurs
|       | Buteur              | Ligue 2 | Coupe de France | Total | Min  | MJ |
| ----- | ------------------- | ------- | --------------- | ----- | ---- | -- |
| TOTAL | TOTAL               | 40      | 1               | 41    | 3510 | 39 |
| 1     | Yannick Gomis       | 8       | 0               | 8     | 2809 | 38 |
| 2     | Frantzdy Pierrot    | 6       | 0               | 6     | 1271 | 23 |
| 3     | Ronny Rodelin       | 6       | 0               | 6     | 2272 | 35 |
| 4     | Yeni Ngbakoto       | 5       | 0               | 5     | 972  | 22 |
| 5     | Matthias Phaëton    | 3       | 0               | 3     | 850  | 28 |
| 6     | Guessouma Fofana    | 3       | 0               | 3     | 1155 | 24 |
| 7     | Youssouf M'Changama | 2       | 1               | 3     | 3129 | 37 |
| 8     | Jérémy Livolant     | 2       | 0               | 2     | 1798 | 36 |
| 9     | Tristan Muyumba     | 1       | 0               | 1     | 73   | 4  |
| 10    | Bryan Pelé          | 1       | 0               | 1     | 874  | 24 |
| 11    | Lloyd Palun         | 1       | 0               | 1     | 1220 | 18 |
| 12    | Baptiste Roux       | 1       | 0               | 1     | 1259 | 20 |
| 13    | Sikou Niakaté       | 1       | 0               | 1     | 2556 | 30 |

#### Statistiques des passeurs
|       | Passeur             | Ligue 2 | Coupe de France | Total | Min  | MJ |
| ----- | ------------------- | ------- | --------------- | ----- | ---- | -- |
| TOTAL | TOTAL               | 28      | 0               | 28    | 3510 | 39 |
| 1     | Yannick Gomis       | 5       | 0               | 5     | 2809 | 38 |
| 2     | Ronny Rodelin       | 4       | 0               | 4     | 2272 | 35 |
| 3     | Youssouf M'Changama | 4       | 0               | 4     | 3129 | 37 |
| 4     | Pedro Rebocho       | 2       | 0               | 2     | 1413 | 16 |
| 5     | Jérémy Livolant     | 2       | 0               | 2     | 1798 | 36 |
| 6     | Jérémy Mellot       | 2       | 0               | 2     | 2344 | 29 |
| 7     | Paul-Georges Ntep   | 1       | 0               | 1     | 450  | 14 |
| 8     | Gaëtan Robail       | 1       | 0               | 1     | 471  | 9  |
| 9     | Lebogang Phiri      | 1       | 0               | 1     | 601  | 7  |
| 10    | Morgan Poaty        | 1       | 0               | 1     | 698  | 10 |
| 11    | Bryan Pelé          | 1       | 0               | 1     | 874  | 24 |
| 12    | Yeni Ngbakoto       | 1       | 0               | 1     | 972  | 22 |
| 13    | Frantzdy Pierrot    | 1       | 0               | 1     | 1271 | 23 |
| 14    | Sikou Niakaté       | 1       | 0               | 1     | 2556 | 31 |
| 15    | Alaixys Romao       | 1       | 0               | 1     | 2794 | 35 |